# 越後寒川駅
越後寒川駅（えちごかんがわえき）は、新潟県村上市寒川にある、東日本旅客鉄道（JR東日本）羽越本線の駅である。

## 歴史

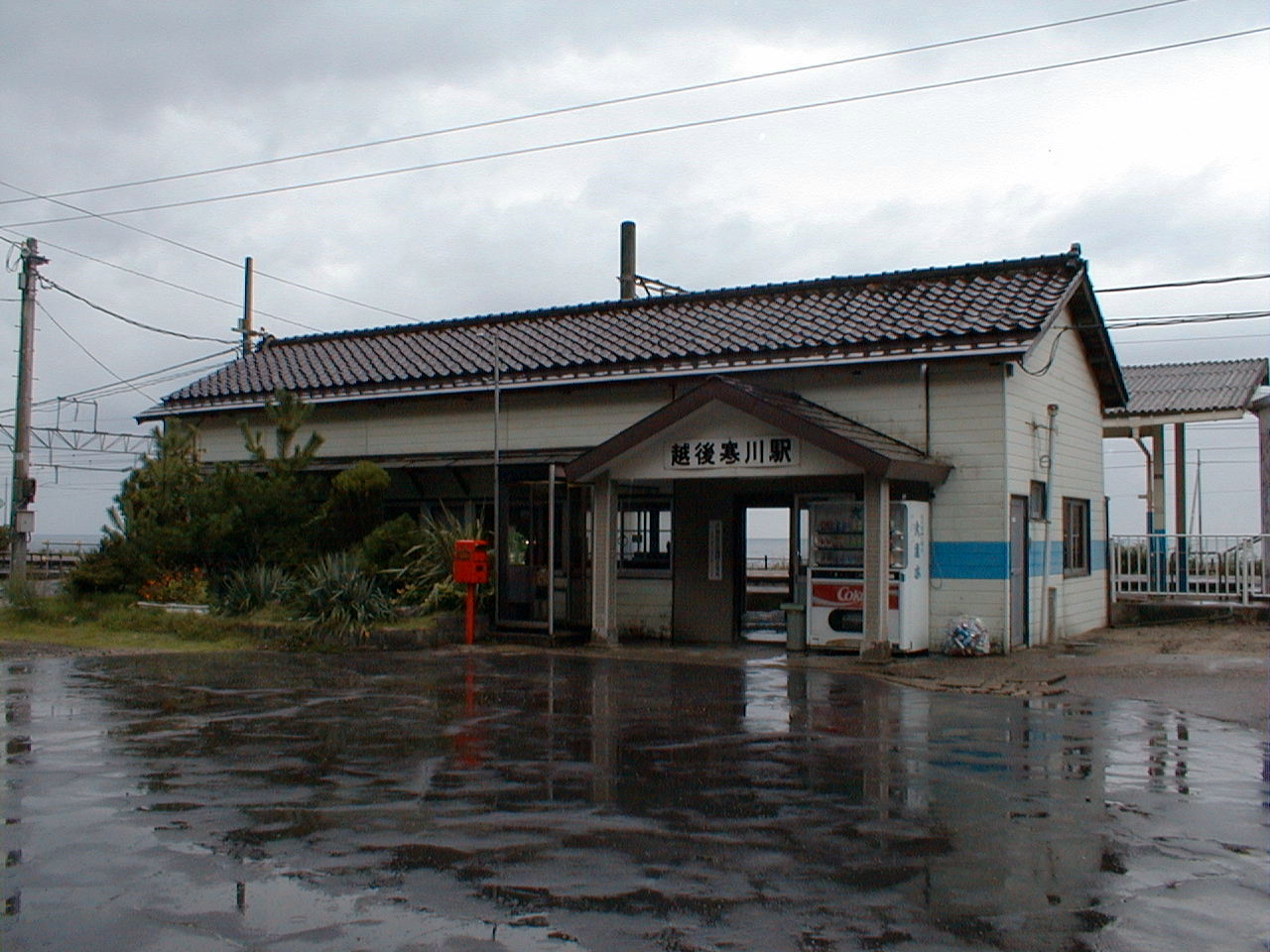
改築前の駅舎（1998年8月）

- 1924年（大正13年）7月31日：村上 - 鼠ケ関間開業の際に開設[1]。
- 1969年（昭和44年）10月1日：手荷物と小荷物の配達取り扱いを廃止[1]。
- 1972年（昭和47年）9月1日：貨物の取り扱いを廃止し、旅客駅となる[1]。
- 1981年（昭和56年）4月1日：業務委託駅に指定[2]。
- 1985年（昭和60年）3月14日：荷物の取り扱いを廃止し[1]、駅員無配置駅となる[3]（簡易委託化）。
- 1987年（昭和62年）4月1日：国鉄分割民営化に伴い、東日本旅客鉄道の駅となる[1]。
- 1998年（平成10年）10月：現駅舎に改築。
- 2006年（平成18年）4月1日：簡易委託を中止し、無人化。
- 2012年（平成24年）5月1日：名誉駅長を配置[4]。

## 駅構造
単式ホーム1面1線と島式ホーム1面2線、計2面3線のホームを有する地上駅である。互いのホームは跨線橋で連絡している。
村上駅管理の無人駅であるが、駅および駅周辺の美化活動を行うボランティアとしてJR東日本OBに名誉駅長を委嘱している。

### のりば
| 番線 | 路線      | 方向                     | 行先                     |
| ---- | --------- | ------------------------ | ------------------------ |
| 1    | ■羽越本線 | 上り                     | 村上・新津方面           |
| 2    | ■羽越本線 | （上下ともに一部の列車） | （上下ともに一部の列車） |
| 3    | ■羽越本線 | 下り                     | 鶴岡・酒田方面           |

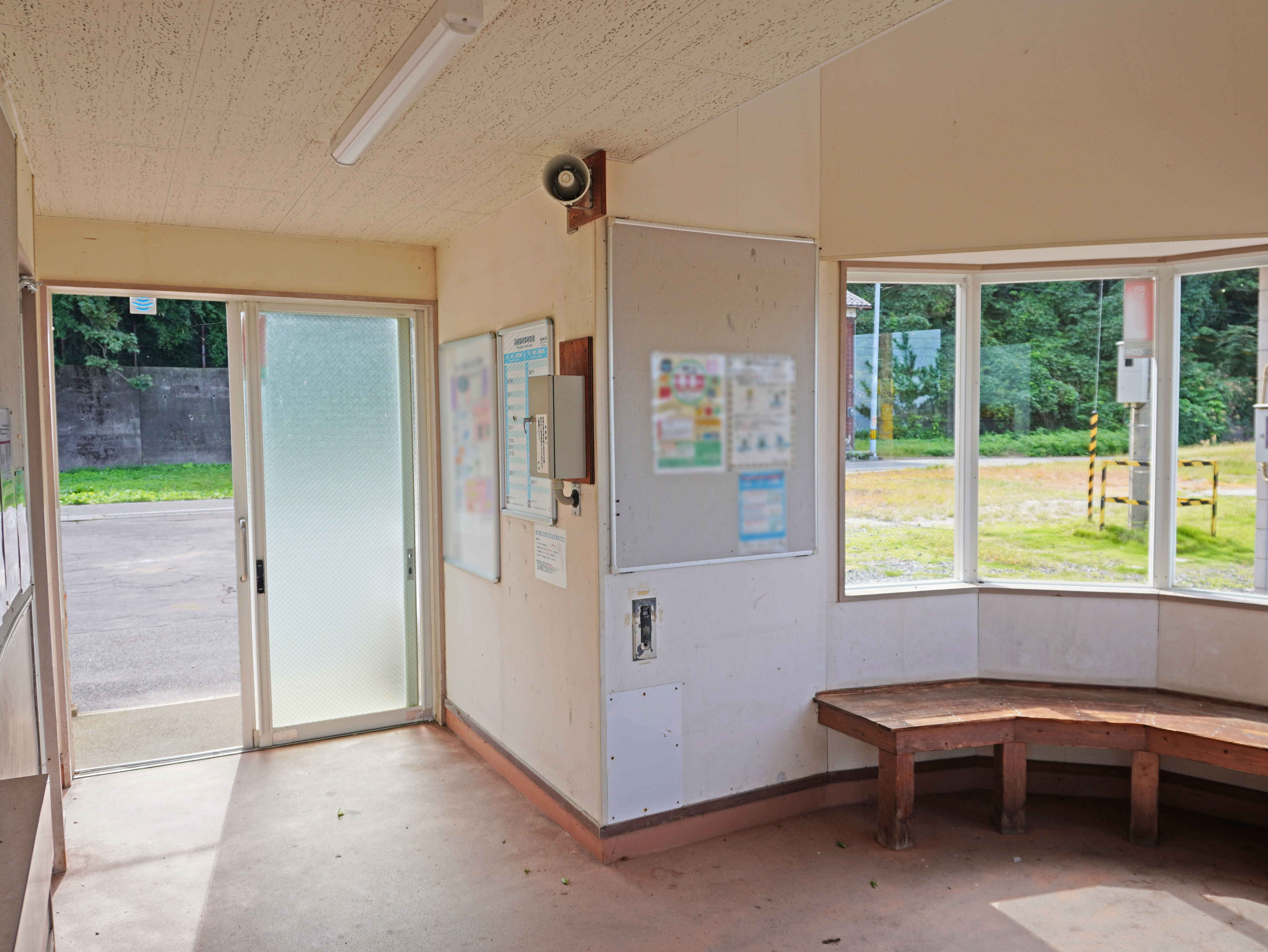
待合室（2022年9月）
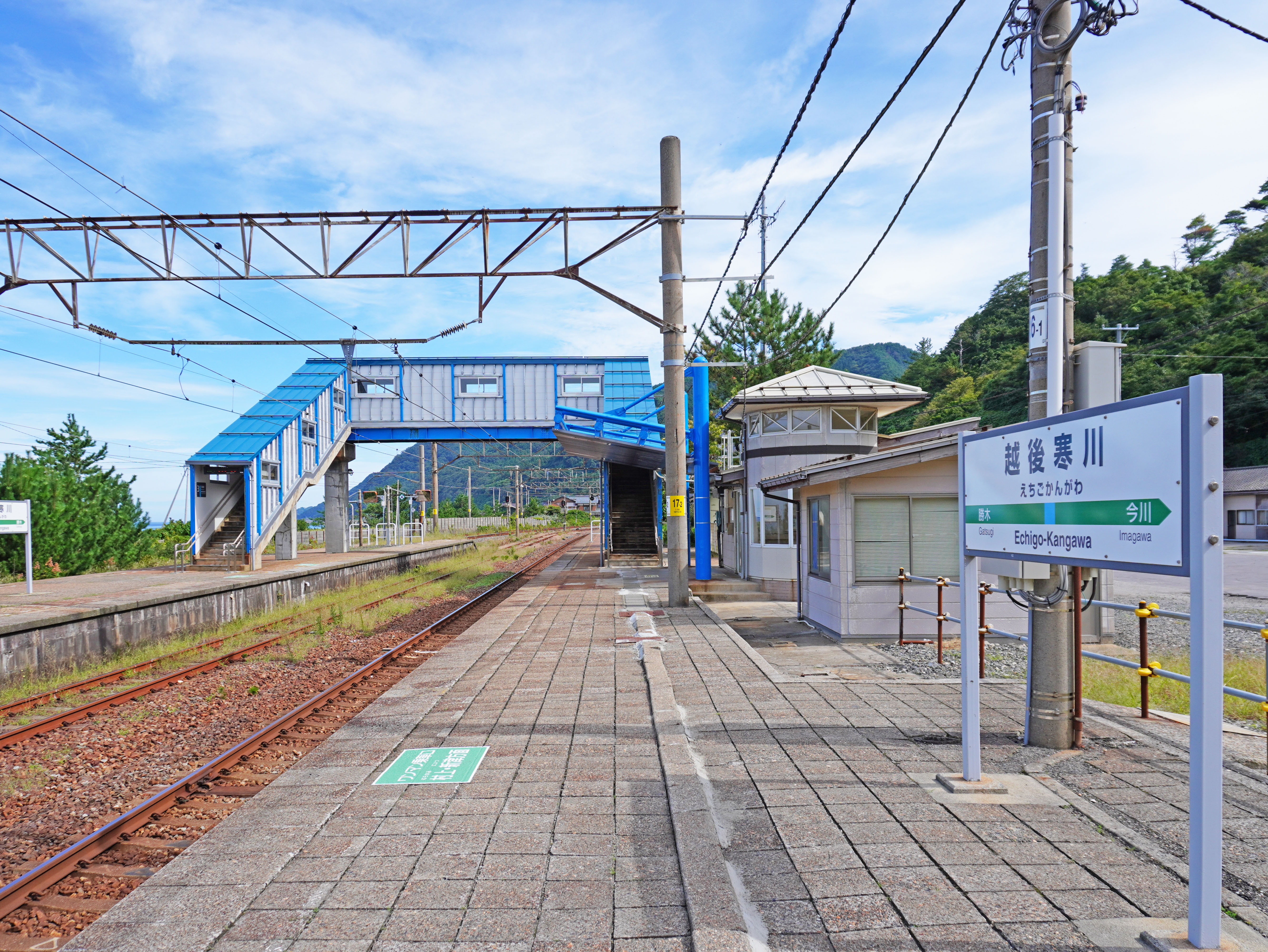
1番線ホーム（2022年9月）
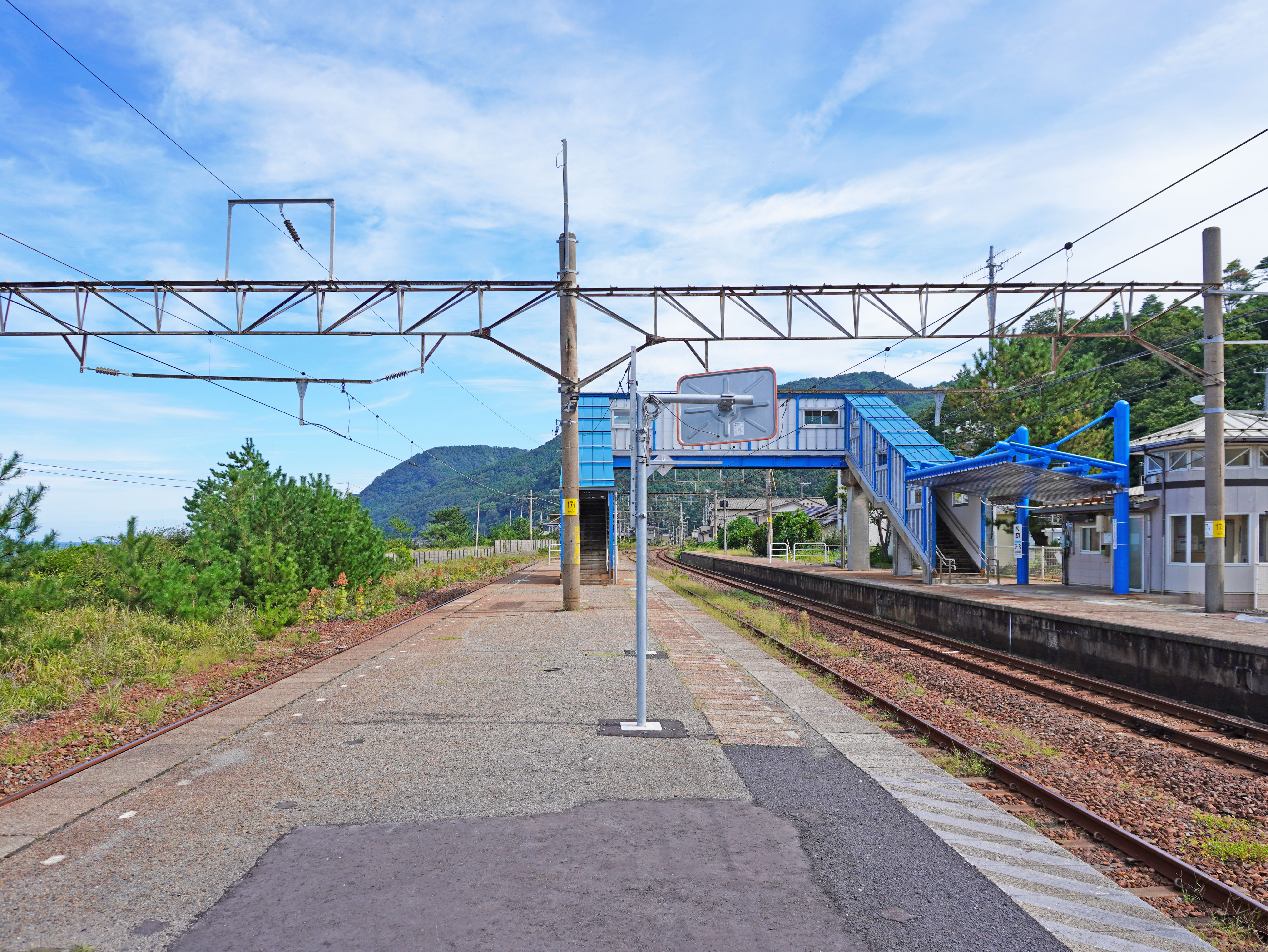
2・3番線ホーム（2022年9月）

## 利用状況
1965年度（昭和40年度）、1970年度（昭和45年度）、1975年度（昭和50年度）、2000年度（平成12年度）- 2006年度（平成18年度）の1日平均乗車人員の推移は以下のとおりであった。
| 乗車人員推移       | 乗車人員推移     | 乗車人員推移    |
| 年度               | 1日平均 乗車人員 | 出典            |
| ------------------ | ---------------- | --------------- |
| 1965年（昭和40年） | 535              | [ 利用客数 1 ]  |
| 1970年（昭和45年） | 480              | [ 利用客数 2 ]  |
| 1975年（昭和50年） | 387              | [ 利用客数 3 ]  |
| 2000年（平成12年） | 39               | [ 利用客数 4 ]  |
| 2001年（平成13年） | 31               | [ 利用客数 5 ]  |
| 2002年（平成14年） | 30               | [ 利用客数 6 ]  |
| 2003年（平成15年） | 35               | [ 利用客数 7 ]  |
| 2004年（平成16年） | 36               | [ 利用客数 8 ]  |
| 2005年（平成17年） | 27               | [ 利用客数 9 ]  |
| 2006年（平成18年） | 27               | [ 利用客数 10 ] |

## 駅周辺
葡萄川上流には昭和30年代まで鉛などを産出する葡萄鉱山があった。
- 国道345号
- 脇川郵便局 - 住所は寒川だが、局名は脇川である。
- 狐崎
- 寒川海水浴場
- 寒川定期市場（6のつく日）[7]
- 新潟交通観光バス「寒川」停留所

## 隣の駅
東日本旅客鉄道（JR東日本）
■羽越本線
今川駅 - 越後寒川駅 - 勝木駅

### 記事本文
1. 1 2 3 4 5 6  石野哲 編『停車場変遷大事典 国鉄・JR編』 II（初版）、JTB、1998年10月1日、560頁。ISBN 978-4-533-02980-6。
2. ↑  日本国有鉄道新潟鉄道管理局経理部情報管理室 編『鉄道要覧 昭和58年度』日本国有鉄道新潟鉄道管理局、1984年8月、16頁。全国書誌番号:86002576。
3. ↑  「通報 ●福知山線石生駅ほか147駅の駅員無配置について（旅客局）」『鉄道公報号外』日本国有鉄道総裁室文書課、1985年3月12日、15-16面。
4. 1 2  『「名誉駅長」の配置について』（PDF）（プレスリリース）東日本旅客鉄道新潟支社、2012年4月27日。オリジナルの2012年10月14日時点におけるアーカイブ。2014年10月25日閲覧。
5. 1 2  “JR東日本：駅構内図・バリアフリー情報（越後寒川駅）”.   東日本旅客鉄道. 2024年10月21日閲覧。
6. ↑  “塩野町地域のお宝箇所情報”.   村上市. 2021年10月29日閲覧。
7. ↑  “村上市の露店市場”.   村上市. 2021年8月14日閲覧。

### 利用状況
1. ↑  鉄道統計年報昭和40年版p102　新潟鉄道管理局
2. ↑  鉄道統計年報昭和45年版p90-91　新潟鉄道管理局
3. ↑  鉄道統計年報昭和50年版p64-65　新潟鉄道管理局
4. ↑  “各駅の乗車人員（2000年度）”.   東日本旅客鉄道. 2019年2月25日閲覧。
5. ↑  “各駅の乗車人員（2001年度）”.   東日本旅客鉄道. 2019年2月25日閲覧。
6. ↑  “各駅の乗車人員（2002年度）”.   東日本旅客鉄道. 2019年2月25日閲覧。
7. ↑  “各駅の乗車人員（2003年度）”.   東日本旅客鉄道. 2019年2月25日閲覧。
8. ↑  “各駅の乗車人員（2004年度）”.   東日本旅客鉄道. 2019年2月25日閲覧。
9. ↑  “各駅の乗車人員（2005年度）”.   東日本旅客鉄道. 2019年2月25日閲覧。
10. ↑  “各駅の乗車人員（2006年度）”.   東日本旅客鉄道. 2019年2月25日閲覧。